# 岡村和美
岡村 和美（おかむら かずみ、1957年12月23日 - ）は、日本の裁判官、検察官、法務官僚、弁護士。最高裁判所裁判官。
モルガン・スタンレー証券法務部長、法務省人権擁護局長を経て、2016年8月より2019年7月まで消費者庁長官を務めた。東京都出身。

## 来歴
東京都立白鷗高等学校を経て、1980年に早稲田大学法学部を卒業後、1983年の日本での弁護士登録を経て長島・大野法律事務所に就職する。
1988年にハーバード・ロー・スクールにて修士、1989年にニューヨーク州弁護士に登録。1990年にモルガン・スタンレー・ジャパン入社。
1997年モルガン・スタンレー証券（現：三菱UFJモルガン・スタンレー証券）法務部長。2000年、42歳で東京地方検察庁検事任官。2003年法務省初の女性課長として法務省刑事局国際課長に就任。2005年東京高等検察庁検事。
その後、2007年法務省大臣官房参事官。同年金融庁に出向し証券取引等監視委員会事務局国際・情報総括官。2014年最高検察庁検事。同年7月に法務省初の女性局長として裁判官出身者の指定席となっている人権擁護局長に就任。2016年より法曹出身者初の消費者庁長官を務めた。2019年消費者庁長官を退任し、日本オリンピック委員会常務理事を辞退し、最高裁判所判事に就任。2021年10月31日の最高裁判所裁判官国民審査において、罷免を可とする票4,149,807票、罷免を可とする率7.26%で信任。